# Brunej na letních olympijských hrách
Brunej na letních olympijských hrách startuje od roku 1996. Toto je přehled účastí, medailového zisku a vlajkonošů na dané sportovní události.

## Přehled účastí
| Dějiště LOH            | LOH      | Vlajkonoš                         | Zlatá medaile | Stříbrná medaile | Bronzová medaile | Celkem |
| ---------------------- | -------- | --------------------------------- | ------------- | ---------------- | ---------------- | ------ |
| 1996 Atlanta           | LOH 1996 | Jefri Bolkiah, princ Abdul Hakeem |               |                  |                  | 0      |
| 2000 Sydney            | LOH 2000 | Haseri Asli                       |               |                  |                  | 0      |
| 2004 Athény            | LOH 2004 | Jimmy Anak Ahar                   |               |                  |                  | 0      |
| 2008 Peking            | 2008     |                                   |               |                  |                  | Ne     |
| 2012 Londýn            | LOH 2012 | Maziah Mahusin                    |               |                  |                  | 0      |
| 2016 Rio de Janeiro    | LOH 2016 | Mohamed Fakhri Ismail             |               |                  |                  | 0      |
| 2020 Tokio             | LOH 2020 | Muhammad Isa Ahmad                |               |                  |                  | 0      |
| 2024 Paříž             | LOH 2024 |                                   |               |                  |                  | x      |
| Celkem                 | 6        |                                   | 0             | 0                | 0                | 0      |
| Zdroj na Olympedia.org |          |                                   |               |                  |                  |        |